# クレメンス5世 (ローマ教皇)
クレメンス5世（Clemens V、1264年 - 1314年4月20日）は、14世紀初めのローマ教皇（在位：1305年 - 1314年）である。教皇庁をアヴィニョンに移転し、アヴィニョン捕囚の時代になった。

## 略歴・治世
フランスのアキテーヌ地方出身で、本名はベルトラン・ド・ゴ（Bertrand de Gouth）という。ボルドー大司教であった。
フランス王フィリップ4世（端麗王）はフランドル戦争の戦費調達のために教会に対して課税し、教皇至上主義を掲げるローマ教皇ボニファティウス8世と激しく対立し、1303年、フランス王国のレジスト（法曹官僚）ギヨーム・ド・ノガレに命じてボニファティウスの捕縛を計った。これがアナーニ事件である。フィリップ4世は教皇捕縛には失敗したが、辱められたボニファティウス8世は憤死した。ついで、同年10月にベネディクトゥス11世がローマ教皇に登位したが、わずか8か月後に急死した。その死後は1年の空白があり、アナーニ事件以来、教皇庁への圧迫を強めたフィリップ4世の後援により、1305年6月、ベルトラン・ド・ゴがクレメンス5世として教皇に選出された。その登位もフィリップが臨席したうえで南仏のリヨンにおいて戴冠式がおこなわれた。このように教皇クレメンス5世の治世は、当初からフィリップ4世の強い影響下にあり、クレメンス5世により多数のフランス人枢機卿が任命された。
クレメンス5世は結局、一度もローマに入ることなく、1308年、教皇庁をフランス南東部のアヴィニョンに遷した（「アヴィニョン捕囚」）。当時、アヴィニョンはプロヴァンス伯兼ナポリ王のアンジュー＝シチリア家の領内にあり、フランスの強い影響下にあった。以後約70年間、教皇庁はアヴィニョンにあって教皇権はフランス王の強い影響のもとに置かれることとなった。
またフィリップ4世の要請を受け、テンプル騎士団を異端と宣言し、解散させた。1307年10月13日に呼び出されたテンプル騎士団の総長ジャック・ド・モレーは逮捕され、同騎士団の多くが捕らえられた。拷問による異端審問がおこなわれ、テンプル騎士団解散を決定した。フランス国内の騎士団の資産はフランス王フィリップ4世によって没収された。1311年、リヨン近くのヴィエンヌで公会議を開催した。これがヴィエンヌ公会議であるが、ほとんど成果を上げることなく公会議を閉会した。なお、1314年、ジャック・ド・モレーら騎士団の最高幹部は、異端として火刑に処せられたが、ド・モレーは死の際にフィリップ4世とクレメンス5世を呪ったという。奇しくも、2人とも同年に相次いでこの世を去っている。
クレメンス5世の遺体は、安置された教会が雷による火災に遭ったために、酷く損傷したといわれている。